# Tingara (Tondikiwindi)
Tingara (auch Tin Gara, T-in-Gara, Tingra) ist ein Dorf in der Landgemeinde Tondikiwindi in Niger.

## Geographie
Das von einem traditionellen Ortsvorsteher (chef traditionnel) geleitete Dorf befindet sich rund 79 Kilometer nordwestlich des Hauptorts Tondikiwindi der gleichnamigen Landgemeinde, die zum Departement Ouallam in der Region Tillabéri gehört. Zu den Siedlungen in der näheren Umgebung von Tingara zählen Siwilli und Zaroumbey Darey im Osten sowie Talfatate im Westen.
Tingara ist Teil der Übergangszone zwischen Sahara und Sahel. Die durchschnittliche jährliche Niederschlagsmenge beträgt hier zwischen 200 und 300 mm. Beim Dorf liegt der Teich Mare de Tingara.

## Geschichte
Sesshafte Zarma töteten 2008 in den Dörfern Tingara, Mangaïzé und Tongo Tongo acht und im Dorf Siné Godar zwei nomadische Fulbe. Bewaffnete Räuber aus Mali, die meistens mit Motorrädern ins Land kamen, ermordeten am 21. April 2011 in den Dörfern Tingara und Innabaguel 18 Personen, darunter Frauen und Kinder.
Zwischen zwei rivalisierenden Zarma-Gruppen in Tingara gab es einen Jahrzehnte währenden Konflikt um ackerbauliche Nutzflächen. Im Jahr 2017 erhielt jede der beiden Gruppen ihren eigenen traditionellen Ortsvorsteher (chef traditionnel) und das Dorf wurde entsprechend in Tingara 1 und Tingara 2 geteilt. Angehörige der Gruppe Tingara 2 meldeten den staatlichen Sicherheitskräften Nigers, dass der Vorsteher von Tingara 1 wirtschaftliche Beziehungen zur Terrorgruppe Islamischer Staat in der Größeren Sahara (ISGS) unterhielt. Zwischen Tingara 1 und 2 eskalierte daraufhin von November 2018 bis Januar 2019 die Gewalt. Es gab mehrere Tote. Tingara 1 stand nun offen auf der Seite des ISGS und Tingara 2 auf der Seite der staatlichen Sicherheitskräfte Nigers. Nach einem Ultimatum der Terrorgruppe flohen zunächst geschätzt 95 Haushalte aus Tingara 2. Bis 2021 hatten insgesamt rund 120 Haushalte das Dorf verlassen. Sie fanden als Binnenvertriebene in Tadrass, einem Stadtteil der Regionalhauptstadt Tillabéri, Zuflucht. Der Vorsteher von Tingara 1 stieg von 2019 bis 2021 zu einem ISGS-Kommandanten auf, der mit der Rekrutierung und „Besteuerung“ in den Zarma-Gebieten betraut wurde.
Ein Pick-up der Streitkräfte Nigers fuhr am 8. April 2024 bei Tingara auf einen improvisierten Sprengsatz. Dabei wurden sechs Soldaten getötet und zwei weitere schwer verletzt. Bei Gegenangriffen aus der Luft wurden laut Angaben der Streitkräfte mindestens 20 der mutmaßlich verantwortlichen Terroristen getötet.

## Bevölkerung
Bei der Volkszählung 2012 hatte Tingara 1596 Einwohner, die in 168 Haushalten lebten. Bei der Volkszählung 2001 betrug die Einwohnerzahl 1136 in 118 Haushalten und bei der Volkszählung 1988 belief sich die Einwohnerzahl auf 887 in 115 Haushalten.

## Wirtschaft und Infrastruktur
In Tingara wird ein Wochenmarkt abhalten. Das Dorf liegt in einer Zone der Naturweidewirtschaft, die sich entlang der Staatsgrenze zu Mali erstreckt. Es gibt mehrere Grundschulen im Ort.